# André Tanneberger
André Oliver Tanneberger (Freiberg, Saksen, 26 februari 1973) is een Duitse dj die in de voormalige DDR geboren werd en doorbrak als ATB met de singles 9 PM (till I come), Don't Stop en de cover Killer van Adamski en Seal. Deze nummers werden gekenmerkt door een gepitchte gitaarsound.
Na twee albums met dit geluid te hebben uitgebracht, veranderde hij de sound van zijn muziek. Vanaf dit moment werden internationaal met minder succes singles of albums uitgebracht. Op de eigen Duitse markt en in andere landen, zoals Polen, bleef Tanneberger wel hits scoren. Zijn nummers werden in Duitsland stuk voor stuk tophits, waarvan Let U Go en Hold U de grootste. In België had hij ook een bescheiden hit met een cover van You're Not Alone van Olive. In 2000 werkte hij met de groep York aan het nummer The Field of Love.
Verder heeft hij enkele albums gemaakt als dj, getiteld "The DJ in the mix" deel één tot zes. Daarop staat een verzameling van werken van andere artiesten die hij als dj mixt. Op liveoptredens treedt Tanneberger enkel op als dj.
Voordat Tanneberger bekend werd als ATB, had hij al platen uitgebracht onder de naam Sequential One. De sound van Sequential One was hardcore/techno. Zijn bekendste plaat was Dance.

## Discografie

### Albums
| Album met eventuele hitnotering(en) in de Nederlandse Album Top 100 | Datum van verschijnen | Datum van binnenkomst | Hoogste positie | Aantal weken | Opmerkingen |
| ------------------------------------------------------------------- | --------------------- | --------------------- | --------------- | ------------ | --- |
| Movin' Melodies                                                     | 26-04-1999            | 31-07-1999            | 40              | 9            | |
| Two Worlds                                                          | 06-11-2000            | -                     | -               | -            | |
| Dedicated                                                           | 28-01-2002            | -                     | -               | -            | |
| Addicted to Music                                                   | 28-04-2003            | -                     | -               | -            | |
| No Silence                                                          | 24-05-2004            | -                     | -               | -            | |
| Seven Years: 1998-2005                                              | 13-06-2005            | -                     | -               | -            | Verzamelalbum |
| Trilogy                                                             | 27-04-2007            | -                     | -               | -            | |
| Future Memories                                                     | 01-05-2009            | -                     | -               | -            | |
| Distant Earth                                                       | 29-02-2011            | -                     | -               | -            | |
| Contact                                                             | 24-01-2014            | 01-02-2014            | 44              | 1            | |
| Under the Stars                                                     | 01-2016               | -                     | -               | -            | Limited edition-verzamelalbum, slechts verkrijgbaar tijdens 2 concerten van de 'ATB Under the Stars'-tour van 29 en 30 januari 2016 |
| neXt                                                                | 21-04-2017            | -                     | -               | -            | |

### Singles
| Single met eventuele hitnotering(en) in de Nederlandse Top 40 | Datum van verschijnen | Datum van binnenkomst | Hoogste positie | Aantal weken | Opmerkingen                       |
| ------------------------------------------------------------- | --------------------- | --------------------- | --------------- | ------------ | --------------------------------- |
| 9 PM (Till I Come)                                            | 1998                  | 19-12-1998            | 11              | 13           | als ATB / Dancesmash op Radio 538 |
| Don't Stop                                                    | 1999                  | 10-04-1999            | 17              | 6            | als ATB / Dancesmash op Radio 538 |
| Killer                                                        | 31-05-1999            | 17-07-1999            | 22              | 9            | als ATB / Dancesmash op Radio 538 |
| The Summer                                                    | 05-06-2000            | 01-07-2000            | tip9            | -            |                                   |
| Let U Go                                                      | 1999                  | 20-05-2006            | tip11           | -            |                                   |
| Your Love (9PM)                                               | 2021                  | 30-01-2021            | 7               | 22           | met Topic & A7Sals ATB            |

| Single met hitnotering(en) in de Vlaamse Ultratop 50 | Datum van verschijnen | Datum van binnenkomst | Hoogste positie | Aantal weken | Opmerkingen     |
| ---------------------------------------------------- | --------------------- | --------------------- | --------------- | ------------ | --------------- |
| Killer                                               | 1999                  | 21-08-1999            | 41              | 4            |                 |
| You're Not Alone                                     | 2002                  | 11-05-2002            | tip14           | -            |                 |
| Your Love (9PM)                                      | 2021                  | 30-01-2021            | 17              | 7            | met Topic & A7S |